# シロン川
シロン川（フランス語: Ciron、フランス語発音: [siʁɔ̃]、オック語: Siron）は、フランス南西部のジロンド県を流れるガロンヌ川の支流。全長は96.9キロメートルである。

## 地理
ランド県にあるランドの森の東端を源流とする。そこから北西に流れ、ジロンド県の荒野を経てソーテルヌのワイン畑のなかを下る。ランゴン下流のバルサックでガロンヌ川に合流する。
シロン川がもたらす湿気や朝方の霧はボトリティス菌の増殖に適しており、この一帯を有名なソーテルヌワインの産地としている。

## 流域
下記の県や都市を流れる。
- ランド県 (40) - リュッボン
- ロット＝エ＝ガロンヌ県 (47)
- ジロンド県 (33) - ノワイヤン、ヴィランドロー、バルサック、セロン、ボム

## 支流
- ジスコ川（左岸のジスコから）
- バルト川
- グアニール川（左岸のキャプテューから）
- クレド川（右岸のリニャン＝ド＝バザスから）
- ベヨン川（左岸のヴィランドロー下流から）
- ユール川（左岸のサン＝シンフォリアンから）
  - オリーニュ川（左岸のオリーニュとバリザックから）
- テュルサン川（左岸のギリョから）
- ムリアーズ川（左岸のランディラスから）